# Edvard Kožušník

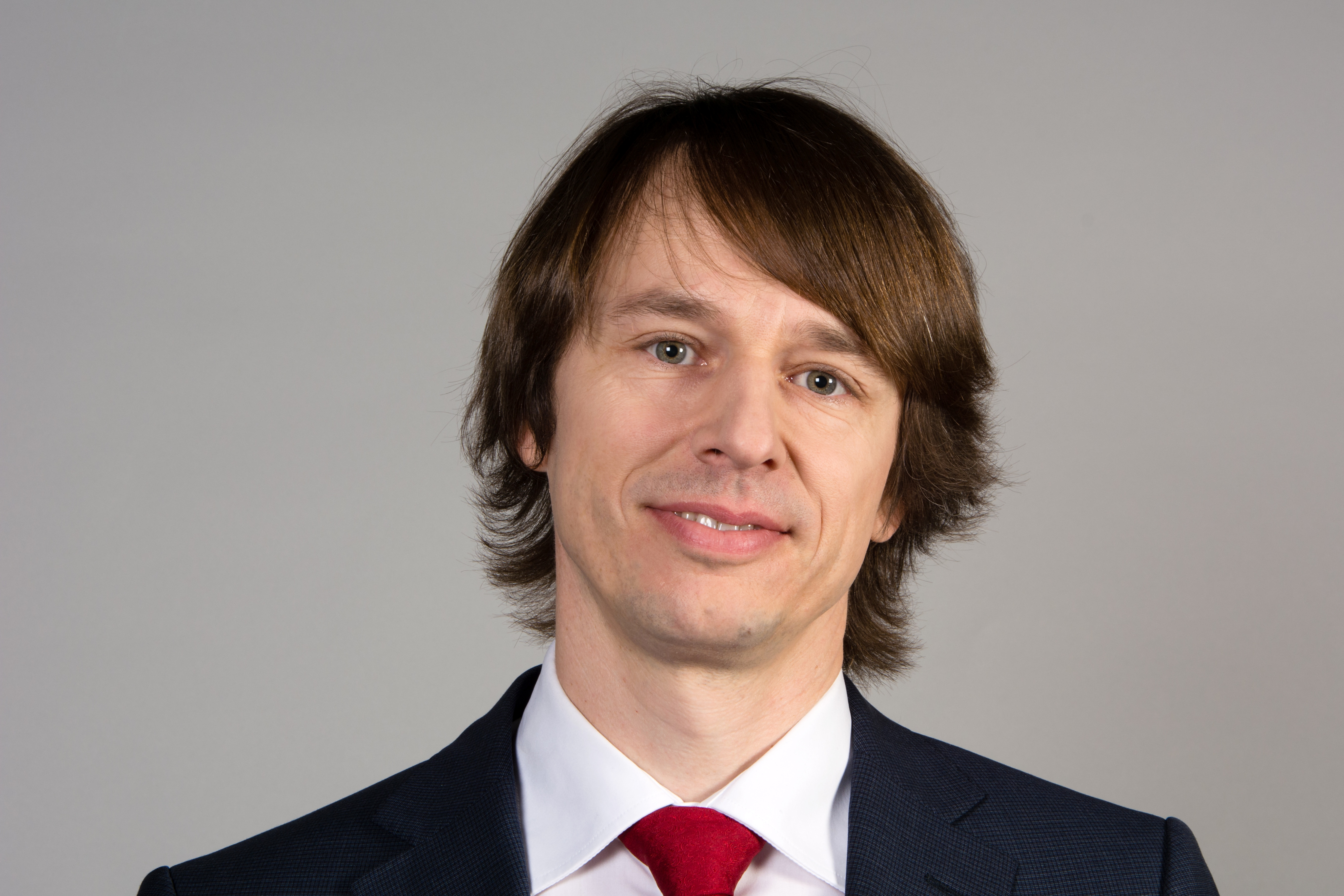
Edvard Kožušník 2014

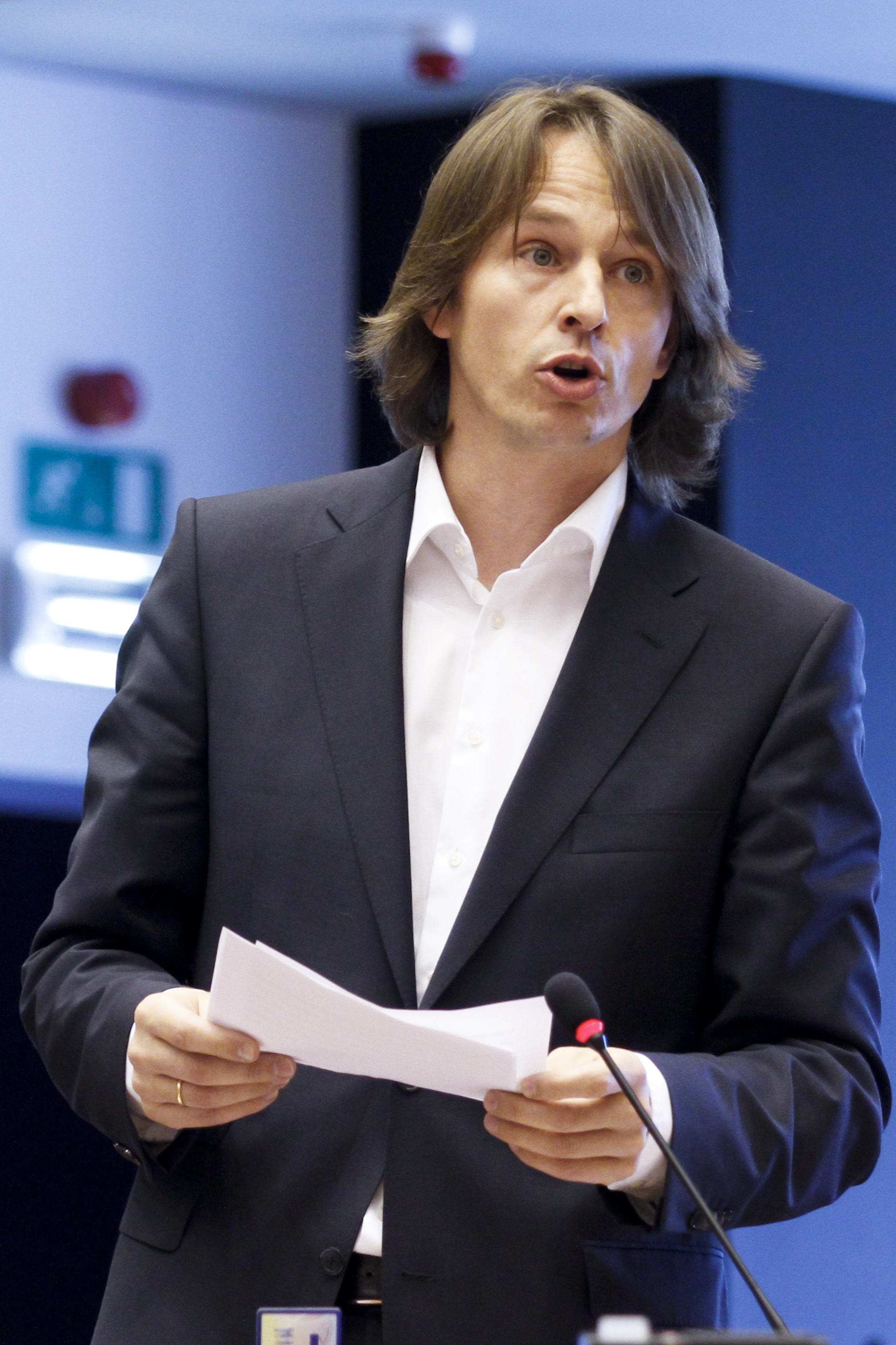
Edvard Kožušník

Edvard Kožušník (* 30. Januar 1971 in Olomouc) ist ein tschechischer Politiker der Občanská demokratická strana.

## Leben
Kožušník war von 2009 bis 2014 Abgeordneter im Europäischen Parlament.